# Familiar to Millions
Albums de Oasis
Standing on the Shoulder of Giants
(2000) Heathen Chemistry
(2002)
Familiar to Millions est un live d'Oasis enregistré le 21 juillet 2000 au stade de Wembley, à Londres, lors du Standing on the Shoulder of Giants Tour. Il est sorti sous les formats CD, VHS et DVD le 13 novembre 2000. Il a fait ses débuts à la 5e position dans les chartes anglaises avec 57 000 exemplaires vendus la première semaine. À ce jour Familiar to Millions a été vendu à environ 310 000 exemplaires rien qu'en Grande-Bretagne (où il a été certifié disque de platine), à environ 70 000 exemplaires aux États-Unis, et les ventes mondiales ont été estimées à plus d'1 million d'exemplaires. L'album a été publié simultanément sous six formats: DVD, VHS, double CD, double cassette, triple vinyle et MiniDisc.

## Disque 1
1. Fuckin' in the Bushes
2. Go Let It Out
3. Who Feels Love?
4. Supersonic
5. Shakermaker
6. Acquiesce
7. Step Out
8. Gas Panic!
9. Roll With It
10. Stand by Me

## Disque 2
1. Wonderwall
2. Cigarettes & Alcohol / Whole Lotta Love
3. Don't Look Back in Anger
4. Live Forever
5. Hey Hey, My My (Into the Black)
6. Champagne Supernova
7. Rock 'n' Roll Star
8. Helter Skelter (bonus live sur la tournée américaine de Mai 2000)

## DVD/VHS
Albums de Oasis
…There and Then
(1996) Definitely Maybe
(2004)
1. Fuckin' in the Bushes
2. Go Let It Out
3. Who Feels Love?
4. Supersonic
5. Shakermaker
6. Acquiesce
7. Step Out
8. Gas Panic!
9. Roll With It
10. Stand by Me
11. Wonderwall
12. Cigarettes & Alcohol / Whole Lotta Love
13. Don't Look Back in Anger
14. Live Forever
15. Hey Hey, My My (Into the Black)
16. Champagne Supernova
17. Rock 'n' Roll Star
18. Documentaire

Le DVD offre le son en 5.1, une version multi-angles de 'Cigarettes & Alcohol', un documentaire sur les concerts de Wembley accompagné d'interviews, les films projetés sur les grands écrans ainsi qu'une discographie détaillée. La VHS offre un petit documentaire supplémentaire non présent sur le DVD.

## Édition CD simple
Il existe également une édition simple sortie le 31 décembre 2001 et regroupant les titres suivants:
1. Go Let It Out
2. Who Feels Love?
3. Supersonic
4. Shakermaker
5. Acquiesce
6. Gas Panic!
7. Roll With It
8. Wonderwall
9. Cigarettes & Alcohol / Whole Lotta Love
10. Don't Look Back in Anger
11. Live Forever
12. Champagne Supernova
13. Rock 'n' Roll Star

## Personnel
- Liam Gallagher – chant, tambourin
- Noel Gallagher – guitare solo, backing vocals, chant sur Step Out, Don't Look Back in Anger et Hey Hey, My My (Into the Black)
- Gem Archer – guitare rythmique
- Andy Bell – basse
- Alan White – batterie
- Zeb Jameson – claviers